# Thomas Patrick Faiers
Thomas Patrick Faiers (né le 19 mai 1987 à Cheltenham) est un coureur cycliste anglais, membre de l'équipe Wonderful Pistachios Cycling.

## Palmarès
- 2009
  - GP San Miguel
  - Vuelta a Oriente